# Iglesia del Corazón Dulcísimo de María
La Iglesia del Corazón Dulcísimo de María (en inglés, Sweetest Heart of Mary Church) está ubicada en el n.º 4440 de Russell Street, en Detroit, Míchigan. Está construida en estilo neogótico y es la mayor iglesia católica de Detroit. Fue designada Sitio Histórico del Estado de Míchigan en 1974 y se incluyó en el Registro Nacional de Lugares Históricos en 1978. Junto con la Iglesia de San Alberto, 643 metros al oriente en East Canfield Street, y la Iglesia de San Josafat, 482 metros al occidente en East Canfield Street y Chrysler Drive, sirvió a la gran comunidad polaca durante la mayor parte del siglo XX. En una reorganización diocesana instituida por el arzobispo Allen Henry Vigneron en 2013, el Corazón Dulcísimo de María se unió a San Josefat para formar la Parroquia Madre de la Divina Misericordia.

## Historia
El surgimiento de Detroit trajo muchos inmigrantes polacos a la ciudad en el siglo XIX; a mediados de la década de 1850, el número de familias polacas que se habían establecido en la ciudad era significativo. Estos emigrados de Polonia asistieron por primera vez a la parroquia de San José, que en ese momento era una iglesia de habla alemana. Sin embargo, los feligreses polacos estaban descontentos y se agitaron a favor de una iglesia polaca. En 1871, unas trescientas familias polacas organizaron la parroquia de San Alberto y construyeron una iglesia marco en St. Aubin y Canfield Avenue.
En 1882, Dominic Hippolytus Kolasinski se convirtió en párroco de la Iglesia de San Alberto. Kolasinski y organizó la parroquia para construir la actual Iglesia de San Alberto, que fue consagrada en 1885. En noviembre de 1885, la parroquia se dividió en facciones y Kolasinski fue reasignado. Cuando John Foley se convirtió en el nuevo Obispo de Detroit en 1888, Kolasinski regresó a la ciudad y comenzó la Parroquia del Dulcísimo Corazón de María fuera de la jurisdicción de la Diócesis de Detroit. Poco después, la congregación agregó la estructura de la escuela en Canfield, que todavía se encuentra detrás de la iglesia.
Kolasinski negoció para traer a sus seguidores, que sumaba casi 4.000 familias, a la Iglesia Católica. El Pánico de 1893 golpeó duramente a la parroquia. Los miembros de la parroquia obtuvieron un préstamo para mantener el edificio. Finalmente, el Vaticano ordenó al obispo de Detroit que hiciera las paces con Kolasinski, y la congregación del Dulcísimo Corazón de María fue recibida oficialmente en la Diócesis de Detroit el 18 de febrero de 1894.

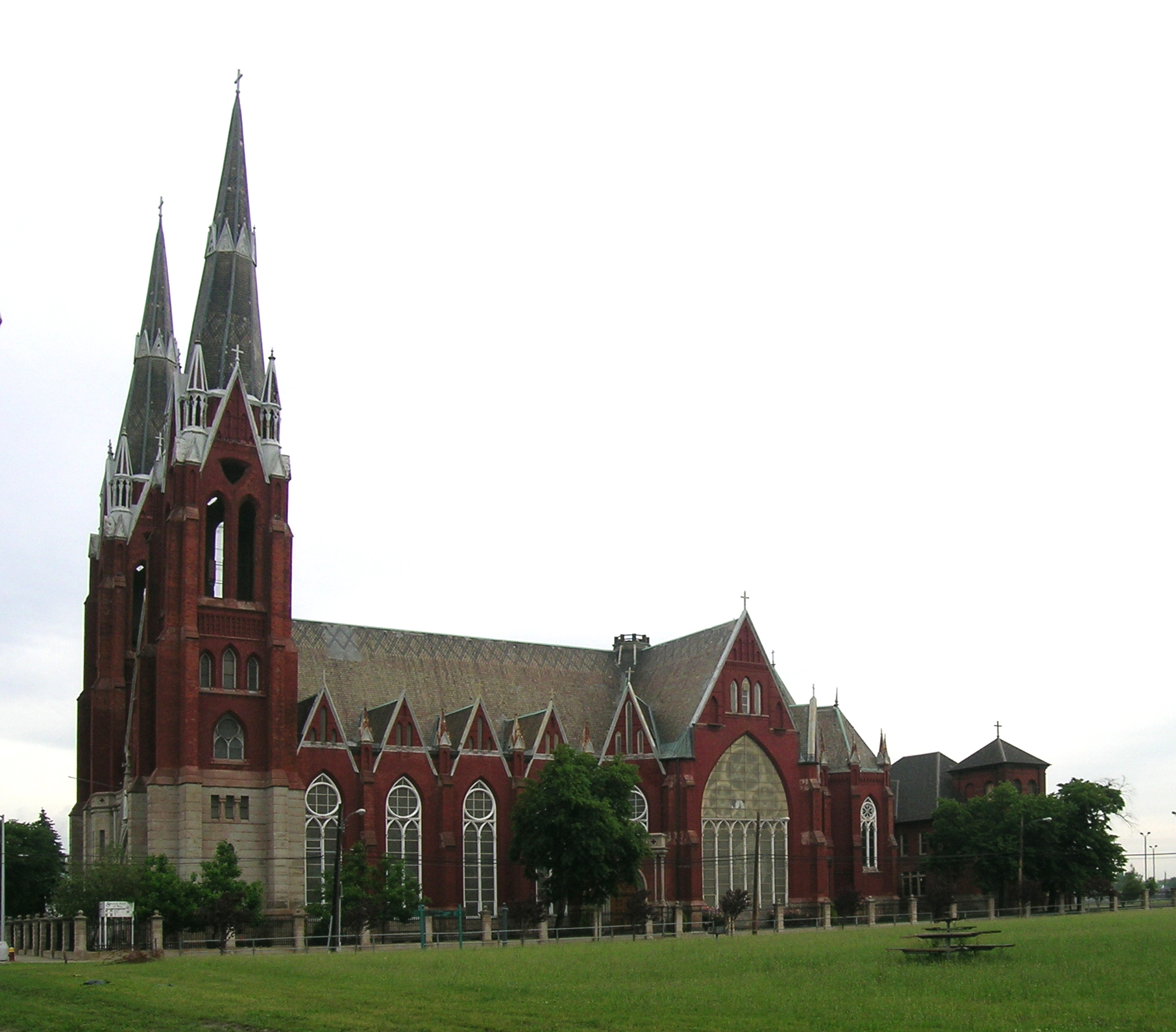
La iglesia desde la calle Russell.

Kolasinski murió en 1898. Fue reemplazado temporalmente por el sacerdote casubio Jan Romuald Byzewski, anteriormente párroco de la parroquia Saint Francis of Assisi de Detroit. Cuando el Padre Byzewski se reincorporó a la Orden Franciscana en 1899, fue sucedido por el asistente, Joseph Folta, quien sirvió como pastor hasta 1919. Folta construyó una segunda escuela, una casa parroquial permanente y una valla ornamental alrededor de la iglesia.
Fue sucedido por Joseph Casimir Plagens, quien sirvió en desde 1919 hasta 1935, y más tarde se convirtió en obispo de Marquette y en obispo de Grand Rapids. Plagens añadió adornos al interior y construyó un convento permanente para las Hermanas de San José, que trabajaban en la escuela parroquial. Durante el mandato de Plagens, la parroquia floreció. La escuela tenía casi 1.500 alumnos, y la iglesia era el centro social y espiritual de la comunidad.
Con el tiempo y la demografía cambiante, sin embargo, la membresía disminuyó. Esta tendencia se aceleró durante el mandato de los siguientes tres pastores: Michael Grupa (1935 a 1949), Adam Koprowski (1949 a 1959) y Boguslaus Poznański (1959 a 1976). Durante la década de 1960 y principios de la de 1970, el número de congregaciones disminuyó.
En 1976, el Bohdan Kosicki se unió a Corazón más Dulce, comenzó la restauración del edificio e implementó un plan que revivió la membresía de la iglesia. Se acercó y estableció vínculos con feligreses anteriores, recaudando fondos para la restauración. Fue inscrita en el Registro Nacional de Lugares Históricos en 1978. Recibió la designación histórica estatal en 1974 y la designación de ciudad de Detroit en 1981. También se erigió un marcador histórico del estado de Míchigan en 1981. Se restauraron las vidrieras y el órgano, y se renovó gran parte del altar principal. Además, se restauró el convento y la cerca, se demolió el edificio de la segunda escuela y se estabilizó el edificio histórico de la vieja escuela. El trabajo de Kosicki se llevó a cabo durante el mandato del Alphons Gorecki, quien sirvió desde 1981 hasta 2002. Otros trabajos incluyeron la restauración del interior, la reparación de yeserías y estatuas y la mejora del cableado eléctrico.

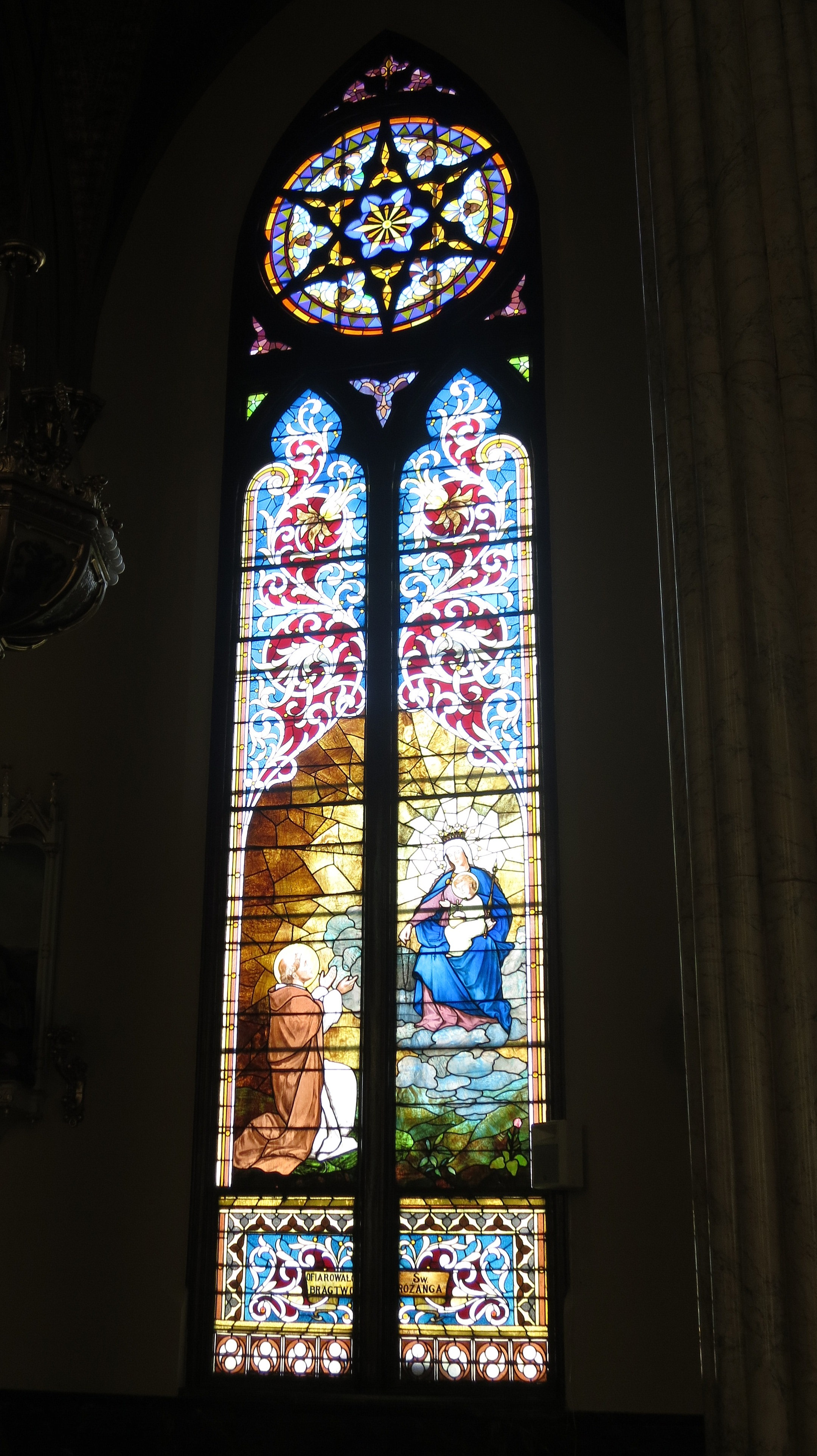
Un vitral que representa a María dando el Rosario a Santo Domingo.

Desde 2002 hasta principios de 2010, el p. Mark A. Borkowski fue pastor y continuó la restauración y avivamiento del Dulce Corazón de María. Durante este período, el Festival Anual de Pierogi se expandió enormemente hasta convertirse en el festival religioso más grande de la ciudad de Detroit. El 1 de julio de 2011, Darrell Roman se convirtió en el nuevo administrador además de ser administrador de las otras dos iglesias en el grupo, San José y San Josafat.

## Arquitectura

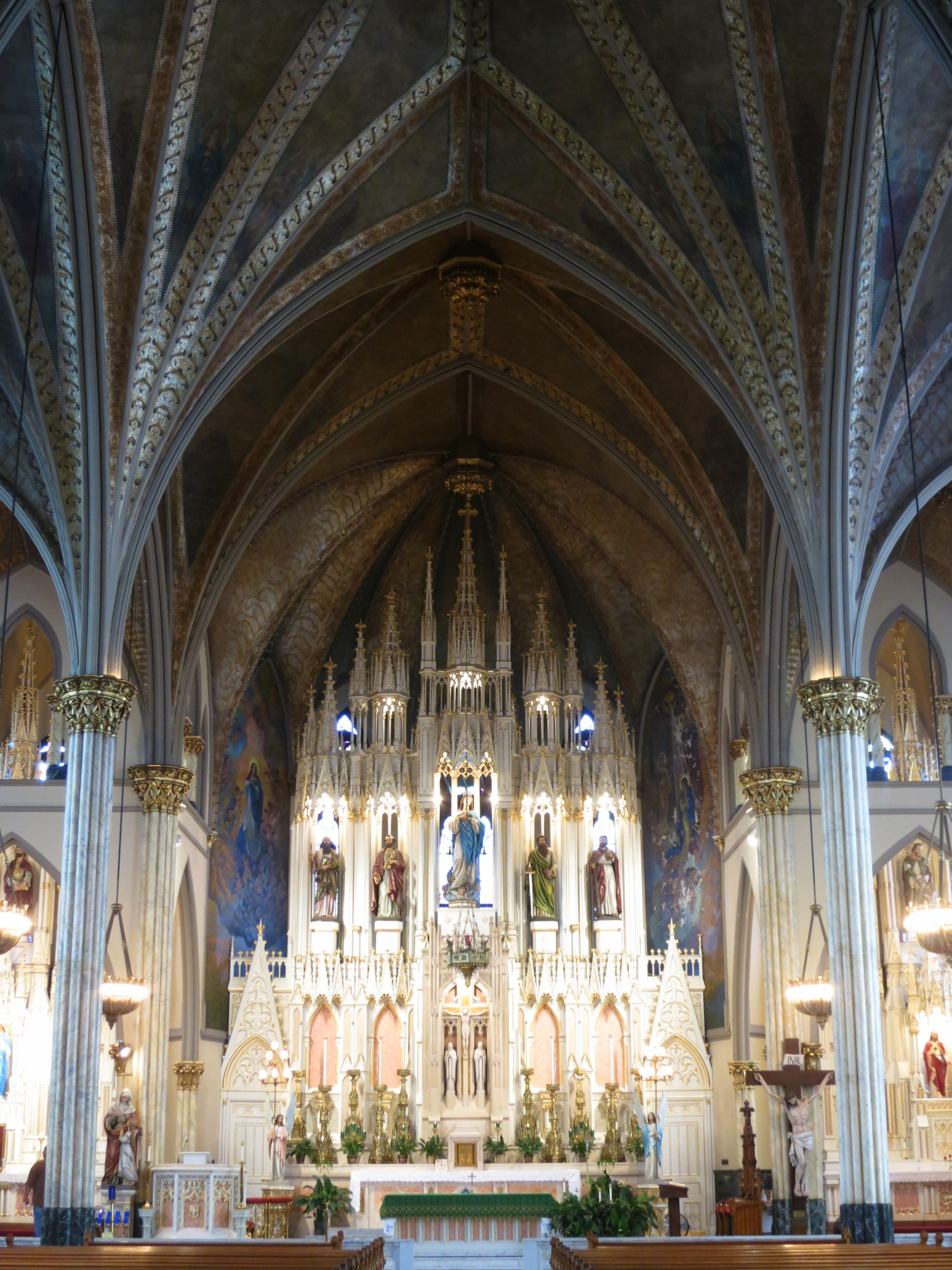
El santuario de iglesia

En 1890, comenzó la construcción de "lo que se convertiría en la iglesia católica más grande de Míchigan". Spier y Rohns diseñaron la estructura actual. Kolasinski había formado la parroquia y recaudó los fondos para la construcción de la parroquia en rápido crecimiento. La ceremonia de colocación de la piedra angular se llevó a cabo el 5 de junio de 1892 y el 24 de diciembre de 1893, después de los costos de construcción de más de 125,000 dólares, la iglesia fue dedicada oficialmente. Más de 10,000 personas asistieron a la ceremonia de dedicación|.
El Corazón Dulcísimo de María es una de las iglesias neogóticas más grandes del Medio Oeste, y quizás la más impresionante. La iglesia está construida de ladrillo rojo en forma de cruciforme con un techo a dos aguas en forma de cruz. La fachada de Russell cuenta con un nivel inferior de piedra rústica con un portal triple, una estructura de arco apuntado y una balaustrada de piedra encima de todo. Dos torres flanquean la entrada, rematadas con agujas idénticas, que están rematadas con contrafuertes y decoradas con cruces.
La iglesia incluye varios vitrles creados por Detroit Stained Glass Works, el sucesor de la conocida firma Friederichs and Staffin. La ventana del transepto ilustra la Sagrada Familia en el taller de José de Nazaret. Ocho ventanas que bordean la nave representan a Cristo, María y varios santos; este conjunto de ventanas ganó un premio importante en la Exposición Mundial Colombina de 1893 en Chicago.
Hay tres edificios relacionados, una gran rectoría, un convento que podría albergar a varias docenas de religiosas y un gran edificio escolar, que forman un distrito histórico local. El órgano de tubos de Austin de 1893 Opus No. 2 (2 manuales y 20 rangos) es el órgano de Austin más antiguo aún en servicio, y el electroneumático más antiguo que ha sobrevivido en el estado de Míchigan.